# Zaitokukai

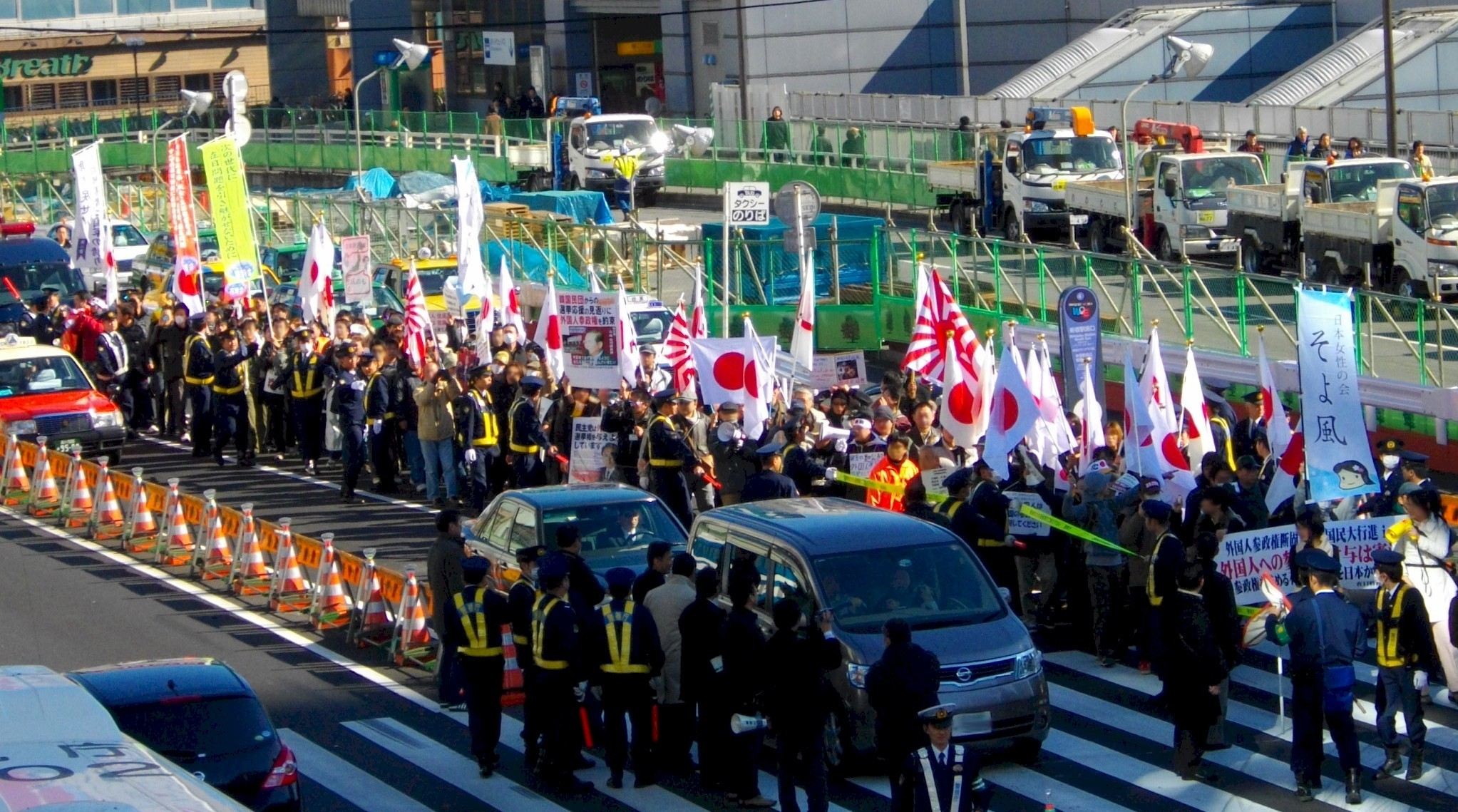
Demonstração Zaitokukai contra o direito dos não-cidadãos de votar em Shinjuku, 24 de janeiro de 2010

Zaitokukai ( Zainichi Tokken o Yurusanai Shimin no Kai 在日特権を許さない市民の会), significando Associação de Cidadãos Contra os Privilégios Especiais do Zainichi), é uma organização política japonesa que busca eliminar privilégios especiais estendidos exclusivamente aos zainichi coreanos que obtiveram direitos especiais e o estatuto de estrangeiros especiais. A maioria desses estrangeiros são zainichi coreanos (nipo-coreanos) e têm cidadania sul-coreano ou norte-coreana. De acordo com o site oficial, a organização era composta por mais de 15.000 membros. Em 2010 era composta por 9.000 membros.
Foi fundada e liderada por Makoto Sakurai. Em 16 de novembro de 2014, Yasuhiro Yagi foi escolhido como presidente para o quinto mandato como o resultado de um voto de confiança por membros do Zaitokukai. Apesar de ser considerado um grupo político extremista, geralmente se envolve em protestos não-violentos.

## Atividades
Zaitokukai alega que os zainichi coreanos têm direitos especiais concedidos a eles através de um processo político de integração na sociedade japonesa. Alegam que os membros da zainichi coreanos usam nomes fictícios (pseudônimos) em estilo japonês em seus documentos para abusar dos sistemas administrativos de bem-estar nacional. Os membros da Zaitokukai também acreditam que é muito mais fácil para os zainichi coreanos reivindicar e receber benefícios sociais do que os cidadãos japoneses, causando sérios problemas fiscais em todo o sistema de bem-estar no Japão em detrimento dos cidadãos japoneses. Eles acusam os zainichi coreanos de burlar o sistema fiscal nacional, bem como, alegando que os zainichi coreanos pagam quantias reduzidas de impostos, incluindo o imposto de renda nacional, o imposto sobre as sociedades e o imposto municipal. Zaitokukai argumenta que os zainichi coreanos reivindicam injustamente todos esses direitos especiais, afirmando (litigância de má-fé) que eles são vitimas marginalizadas da sociedade japonesa. 
Em prossecução dos seus objetivos, Zaitokukai estabeleceu uma meta final que visa revogar a Lei Especial de Controle de Imigração (入 管 特例 法) que dá exclusivamente aos zainichi coreanos com cidadania sul-coreano ou norte-coreana o estatuto de residentes permanentes com direitos especiais que nunca será concedido a outros estrangeiros, mesmo aos descendentes de japoneses estrangeiros como os nipo-brasileiros e nipo-americanos. O presidente da Zaitokukai, Makoto Sakurai, declarou em seu livro que o seu grupo seria dissolvido quando a Lei Especial de Controle de Imigração é revogado. O segundo presidente, Yasuhiro Yagi, também afirmou em sua mensagem de inauguração que o objetivo final da Zaitokukai é anular a referida Lei.